# Herennius Modestinus
Herennius Modestinus byl slavný římský právník, žák Ulpiánův, který působil kolem roku 250.
Modestinus zřejmě pocházel z jedné z řecky hovořících provincií, snad Dalmácie.
Modestinovy právní pohledy sehrály výraznou úlohu v právní sbírce Valentiniána III. a Digestech v Justiniánově Corpusu iuris civilis, která obsahují alespoň 345 citací Modestinových děl.